# Cheryl Webb
Cheryl Webb, född 3 oktober 1976, är en friidrottare (gångare) från Australien. Hon deltog i OS i Aten 2004 där hon placerade sig på 38:a plats i damernas 20 km gång.